# Кон Сан Джон
Кон Сан Джон (кор. 공상정) — південнокорейська ковзанярка, спеціалістка з бігу на короткій доріжці, олімпійська чемпіонка.
Золоту олімпійську медаль і звання олімпійської чемпіонки Кон виборола на Сочинській олімпіаді 2014 року в складі корейської команди в естафеті 3000 м. Вона не бігла в фіналі, але брала участь у півфінальному забігові.
Кон китаянка за походженням і мала складності з виступами за Корею до ухвалення закону, що дозволяє подвійне громадянство у випадках особливого таланту.

## Зовнішні посилання
- Досьє на сайті Міжнародного союзу ковзанярів [Архівовано 13 травня 2018 у Wayback Machine.]

## Виноски
1. ↑  Результати фінальних забігів. Архів оригіналу за 23 лютого 2014. Процитовано 12 травня 2018.
2. ↑  Semifinals Results. Архів оригіналу за 10 лютого 2018. Процитовано 12 травня 2018.
3. ↑  '쇼트트랙 신성' 공상정, 주니어대표선발전 중간합계 1위. 오마이스타. 8 грудня 2012. Архів оригіналу за 4 грудня 2017. Процитовано 12 травня 2018.